# 北阿默斯特 (麻薩諸塞州)
北阿默斯特（英語：North Amherst）是位於美國麻薩諸塞州漢普夏縣的一個普查規定居民點。

## 人口
根據2020年美國人口普查的數據，北阿默斯特的面積為5.50平方千米，當中陸地面積為5.50平方千米，而水域面積為0.00平方千米。當地共有人口6819人，而人口密度為每平方千米1,239.82人。